# Michael Wexter
Michael Wexter (* 4. Juli 1997 in New Lenox, Illinois) ist ein US-amerikanischer Volleyballspieler.

## Karriere
Wexter begann seine Karriere an der Lincoln-Way West High School. Von 2016 bis 2019 studierte er an der Pepperdine University und spielte in der Universitätsmannschaft Waves. Mit den US-Junioren wurde er 2015 Siebter der U19-Weltmeisterschaft und 2016 NORCECA-Meister der U21. Nach dem Abschluss seines Studiums wechselte er 2019 zum deutschen Bundesligisten Helios Grizzlys Giesen.